# Associazione Sportiva Acireale 2002-2003
Questa pagina raccoglie le informazioni riguardanti l'Associazione Sportiva Acireale nelle competizioni ufficiali della stagione 2002-2003.

## Rosa
| N. |                   | Ruolo | Calciatore             |
| -- | ----------------- | ----- | ---------------------- |
|    | Italia (bandiera) | D     | Antonio Aloisi         |
|    | Italia (bandiera) | C     | Maurizio Anastasi      |
|    | Italia (bandiera) | A     | Giuseppe Bennardo      |
|    | Italia (bandiera) | C     | Vincenzo Bevo          |
|    | Italia (bandiera) | D     | Giuseppe Bonanno       |
|    | Italia (bandiera) | C     | Antonino Cardinale     |
|    | Italia (bandiera) | D     | Giuseppe Cutrufello    |
|    | Italia (bandiera) | D     | Angelo Danotti         |
|    | Italia (bandiera) | C     | Giovanni Delle Vedove  |
|    | Italia (bandiera) | A     | Marcello Lucio Direnzo |
|    | Italia (bandiera) | D     | Andrea Di Salvatore    |
|    | Italia (bandiera) | D     | Massimo Lo Monaco      |
|    | Italia (bandiera) | A     | Francesco Marino       |

| N. |                   | Ruolo | Calciatore           |
| -- | ----------------- | ----- | -------------------- |
|    | Italia (bandiera) | A     | Mattia Mastrolilli   |
|    | Italia (bandiera) | C     | Francesco Mortelliti |
|    | Italia (bandiera) | P     | Marco Onorati        |
|    | Italia (bandiera) | D     | Antonio Orefice      |
|    | Italia (bandiera) | A     | Andrea Pandolfi      |
|    | Italia (bandiera) | P     | Nicola Pavarini      |
|    | Italia (bandiera) | A     | Orazio Russo         |
|    | Italia (bandiera) | C     | Danilo Stefani       |
|    | Italia (bandiera) | D     | Andrea Suriano       |
|    | Italia (bandiera) | A     | Andrea Tacconelli    |
|    | Italia (bandiera) | C     | Roberto Travaglione  |
|    | Italia (bandiera) | A     | Mirko Ventura        |